# Quentin Westberg
Pour les articles homonymes, voir Westberg.
Quentin Westberg, né le 25 avril 1986 à Suresnes, est un footballeur franco-américain qui évolue au poste de gardien de but.

## Biographie

### Ses débuts
Préformé à l'INF Clairefontaine, il est médiatisé très jeune à la suite des documentaires sur la génération 1986, À la Clairefontaine, produits par Canal+, où l'on retrouve d'autres stagiaires comme Hatem Ben Arfa, Abou Diaby ou encore Geoffrey Jourdren. Il commence sa carrière professionnelle à Troyes.
Sa double nationalité lui permet de jouer avec la formation « Espoirs » américaine. Il a ainsi successivement intégré les sélections U17 puis les U20, et participé à la Coupe du monde des moins de 17 ans en 2003 ainsi qu'à la Coupe du monde des moins de 20 ans en 2005.

### ESTAC Troyes
À partir de l'année 2006, il est le deuxième gardien de l'ESTAC Troyes. Il fait ses débuts en Ligue 1 lors de la saison 2006-2007, à la suite d'une blessure au mollet de Ronan Le Crom, lors d'un match Valenciennes-ESTAC le 21 octobre 2006.
Quentin Westberg devient gardien titulaire de l'ESTAC alors que le club évolue en National. Lors de la remontée de l'ESTAC en Ligue 2, son contrat n'est pas prolongé ; il se retrouve donc libre.

### Évian TG
Il s'engage par la suite en faveur de l'Évian Thonon Gaillard, en tant que deuxième gardien. Avec ce club, il est sacré champion de Ligue 2 en 2011.
Le 6 août 2011, il est titulaire pour le tout premier match de l'ETG FC en Ligue 1, à la suite de la blessure de Bertrand Laquait. Le recrutement de Stephan Andersen fin août 2011, puis le rétablissement de Bertrand Laquait font de Quentin Westberg le troisième gardien dans la hiérarchie.
Il rejoint en 2012 le club ariégeois de Luzenac, en National, où il s'impose d'emblée comme titulaire et finit deuxième de National, synonyme de montée en Ligue 2.

### Sarpsborg 08
À la suite de la disparition du club à l'été 2014, il ne trouve un point de chute que le 31 mars 2015 en s'engageant en Norvège pour le Sarpsborg 08 FF. Il y est le deuxième gardien, ne faisant qu'une apparition avec l'équipe première, mais étant titulaire en coupe de Norvège, tout en évoluant parfois avec l'équipe réserve en troisième division.

### Tours FC
Il fait son retour en France le 20 juillet 2015 en rejoignant le Tours FC où il est en concurrence avec Bingourou Kamara. Il y dispute tous les matchs de coupes et quelques matchs de Ligue 2 du fait du comportement de Kamara qui lui coûte sa place de titulaire quelques rencontres.

### AJ Auxerre
Le 12 juillet 2017, afin de remplacer Xavier Lenogue prêté au Pau FC, il est recruté à l'AJ Auxerre avec un contrat d'un an. Il évolue en tant que doublure de Zacharie Boucher dans les cages de l'AJ Auxerre. Il joue finalement les trois dernières rencontres de Ligue 2. Il prolonge finalement pour une année supplémentaire et est présent dans l'effectif pour la saison 2018-2019. Lors du mois d'août 2018, après la mise à l'écart de Zacharie Boucher et avant l'arrivée de Mathieu Michel, il se retrouve gardien titulaire et participe à cinq rencontres de Ligue 2.
Lors de la saison 2018-2019, il est avec Mickaël Tacalfred l'un des deux délégués syndicaux de l'UNFP au sein de l'AJ Auxerre. Le 19 février 2019, un communiqué annonce que Quentin Westberg, en accord avec l'AJ Auxerre, résilie son contrat.

### Toronto FC
Le 25 février 2019, il rejoint le Toronto FC, club de la MLS qui se qualifie pour la finale contre les Sounders de Seattle. À l'issue de la saison 2022, son contrat n'est pas renouvelé.

### Atlanta United
Libre depuis son départ de Toronto, il s'engage pour une saison en faveur d'Atlanta United le 23 décembre 2022.
Retraite
Le 26 novembre 2024, le club d’Atlanta United annonce la retraite sportive de Quentin.

## Statistiques
| Saison                | Club                  | Championnat           | Championnat | Championnat | Coupe nationale | Coupe nationale | Coupe de la Ligue | Coupe de la Ligue | Compétition(s) continentale(s) | Compétition(s) continentale(s) | Compétition(s) continentale(s) | Séries | Séries | Total | Total |
| Saison                | Club                  | Division              | M.          | B.          | M.              | B.              | M.                | B.                | Comp.                          | M.                             | B.                             | M.     | B.     | M.    | B.    |
| 2006-2007             | ESTAC Troyes          | Ligue 1               | 2           | 0           | 1               | 0               | -                 | -                 | -                              | -                              | -                              | -      | -      | 3     | 0     |
| 2007-2008             | ESTAC Troyes          | Ligue 2               | 1           | 0           | 2               | 0               | 2                 | 0                 | -                              | -                              | -                              | -      | -      | 5     | 0     |
| 2008-2009             | ESTAC Troyes          | Ligue 2               | -           | -           | 3               | 0               | 1                 | 0                 | -                              | -                              | -                              | -      | -      | 4     | 0     |
| 2009-2010             | ESTAC Troyes          | National              | 34          | 0           | 2               | 0               | 3                 | 0                 | -                              | -                              | -                              | -      | -      | 39    | 0     |
| Sous-total            | Sous-total            | Sous-total            | 37          | 0           | 8               | 0               | 6                 | 0                 | -                              | -                              | -                              | -      | -      | 51    | 0     |
| 2010-2011             | Évian Thonon Gaillard | Ligue 2               | 4           | 0           | 3               | 0               | -                 | -                 | -                              | -                              | -                              | -      | -      | 7     | 0     |
| 2011-2012             | Évian Thonon Gaillard | Ligue 1               | 2           | 0           | -               | -               | 1                 | 0                 | -                              | -                              | -                              | -      | -      | 3     | 0     |
| Sous-total            | Sous-total            | Sous-total            | 6           | 0           | 3               | 0               | 1                 | 0                 | -                              | -                              | -                              | -      | -      | 10    | 0     |
| 2012-2013             | Luzenac AP            | National              | 38          | 0           | 2               | 0               | -                 | -                 | -                              | -                              | -                              | -      | -      | 40    | 0     |
| 2013-2014             | Luzenac AP            | National              | 33          | 0           | 0               | 0               | -                 | -                 | -                              | -                              | -                              | -      | -      | 33    | 0     |
| Sous-total            | Sous-total            | Sous-total            | 71          | 0           | 2               | 0               | -                 | -                 | -                              | -                              | -                              | -      | -      | 73    | 0     |
| 2015                  | Sarpsborg 08 FF       | Tippeligaen           | 4           | 0           | 4               | 0               | -                 | -                 | -                              | -                              | -                              | -      | -      | 8     | 0     |
| 2015-2016             | Tours FC              | Ligue 2               | 8           | 0           | 3               | 0               | 4                 | 0                 | -                              | -                              | -                              | -      | -      | 15    | 0     |
| 2016-2017             | Tours FC              | Ligue 2               | 9           | 0           | -               | -               | -                 | -                 | -                              | -                              | -                              | -      | -      | 9     | 0     |
| Sous-total            | Sous-total            | Sous-total            | 17          | 0           | 3               | 0               | 4                 | 0                 | -                              | -                              | -                              | -      | -      | 24    | 0     |
| 2017-2018             | AJ Auxerre            | Ligue 2               | 3           | 0           | 5               | 0               | -                 | -                 | -                              | -                              | -                              | -      | -      | 8     | 0     |
| 2018-2019             | AJ Auxerre            | Ligue 2               | 13          | 0           | 0               | 0               | 1                 | 0                 | -                              | -                              | -                              | -      | -      | 14    | 0     |
| Sous-total            | Sous-total            | Sous-total            | 16          | 0           | 5               | 0               | 1                 | 0                 | -                              | -                              | -                              | -      | -      | 22    | 0     |
| 2019                  | Toronto FC            | MLS+CAN               | 28+0        | 0+0         | 0               | 0               | -                 | -                 | -                              | -                              | -                              | 4      | 0      | 32    | 0     |
| 2020                  | Toronto FC            | MLS                   | 20          | 0           | -               | -               | -                 | -                 | -                              | -                              | -                              | -      | -      | 20    | 0     |
| 2021                  | Toronto FC            | MLS+CAN               | 10+2        | 0+0         | -               | -               | -                 | -                 | LCC                            | 0                              | 0                              | 0      | 0      | 12    | 0     |
| 2022                  | Toronto FC            | MLS+CAN+CAN           | 10+2+1      | 0+0+0       | -               | -               | -                 | -                 | -                              | -                              | -                              | -      | -      | 13    | 0     |
| Sous-total            | Sous-total            | Sous-total            | 73          | 0           | 0               | 0               | 0                 | 0                 | -                              | -                              | -                              | 6      | 0      | 79    | 0     |
| 2023                  | Atlanta United        | MLS                   | 6           | 0           | 0               | 0               | -                 | -                 | -                              | -                              | -                              | -      | -      | 6     | 0     |
| 2024                  | Atlanta United        | MLS                   | -           | -           | -               | -               | -                 | -                 | -                              | -                              | -                              | -      | -      | 0     | 0     |
| Sous-total            | Sous-total            | Sous-total            | 6           | 0           | 0               | 0               | -                 | -                 | -                              | -                              | -                              | -      | -      | 6     | 0     |
| Total sur la carrière | Total sur la carrière | Total sur la carrière | 230         | 0           | 25              | 0               | 12                | 0                 | -                              | -                              | -                              | 6      | 0      | 273   | 0     |

## Palmarès
Avec Évian Thonon Gaillard, il remporte le championnat de France de Ligue 2 en 2011. Lors de son passage avec le Toronto FC, il décroche le Championnat canadien 2020.